# Anomala flaveola
Anomala flaveola är en skalbaggsart som beskrevs av Hermann Burmeister 1844. Anomala flaveola ingår i släktet Anomala och familjen Rutelidae. Inga underarter finns listade i Catalogue of Life.